# Manu Gavassi
Manoela Latini "Manu" Gavassi Francisco (São Paulo, 4 de janeiro de 1993) é uma  cantora, compositora, atriz, dubladora, apresentadora, escritora, diretora, produtora, publicitária e roteirista brasileira.
Em 2010, lançou seu álbum de estreia autointitulado , tendo como singles de sucesso as canções "Garoto Errado" e "Planos Impossíveis", que receberam certificados de ouro por 40 mil cópias vendidas. Em 2013, lançou seu segundo álbum de estúdio intitulado Clichê Adolescente. Em 2014, fez sua estreia na dramaturgia na telenovela Em Família interpretando a cantora Paula. No mesmo ano, viveu a vilã Vicki em Malhação Sonhos. Em 2015, lançou seu primeiro EP intitulado Vício. Em 2017, lançou seu terceiro álbum de estúdio intitulado Manu. Em novembro, se lançou como escritora com seu livro Olá, Caderno!. Em 2018, protagonizou a série Z4 interpretando a coreógrafa Pâmela. Ainda em 2018, lançou seu segundo EP, Cute but Psycho e lançou uma websérie baseada em sua vida intitulada Garota Errada através do seu canal no YouTube, que teve o roteiro e a direção criativa assinados por ela. Em 2019, estreou no cinema protagonizando o filme Socorro, Virei Uma Garota! interpretando Melina. Em maio, lançou o EP MINIDocs Nashville. Em setembro, lançou o EP Cute but (still) Psycho, segunda parte do EP Cute but Psycho, lançado anteriormente, que teve como single a canção "Áudio de Desculpas", que recebeu certificado de platina por 80 mil cópias vendidas.
Em 2020, participou da vigésima temporada do reality show Big Brother Brasil, como uma das convidadas do grupo camarote, ficando em 3° lugar com 21,09% dos votos. Manu participou do paredão com o maior número de votos da história do reality, com mais de 1,5 bilhão de votos. No mesmo ano, Gavassi lançou com Gloria Groove, a canção "Deve Ser Horrível Dormir Sem Mim", que recebeu certificado de platina por 25 milhões de streams. Em 2021, lançou seu quarto álbum de estúdio intitulado Gracinha. Um projeto audiovisual de mesmo nome que servira como acompanhamento para as músicas, foi lançado em 26 de novembro no streaming Disney+. Ainda em 2021, a atriz participou do longa-metragem Me Sinto Bem Com Você, interpretando a protagonista Adriana. Em 2022, Gavassi participou da série Maldivas da Netflix, no qual interpreta a personagem Milene. Em 2023, o Estúdio Gracinha é fundado pela atriz em parceria com seu sócio Felipe Simas com foco de produzir conteúdos audiovisuais independentes criados pela atriz. 

## Biografia
Nascida e criada na Vila Mariana em São Paulo, é filha do radialista e apresentador Zé Luiz e da psicóloga e artista plástica de ascendência sul-italiana Daniela Gavassi, tendo uma irmã, a designer de moda Catarina Gavassi. Quando criança, chegou a cursar artes dramáticas, mas teve que desistir para se dedicar a música profissionalmente. Aos 12 anos de idade, ela aprendeu com seu pai a tocar violão e sua primeira composição foi escrita em inglês, aos 13 anos. Aos 19, saiu da casa dos pais para morar sozinha em um apartamento em São Paulo. Em dezembro de 2019, Gavassi fundou a agência criativa Cute But Psycho Agency, com Andressa Marguet e Fernando D’Araújo.

## Carreira

### 2009–11:Manu Gavassi

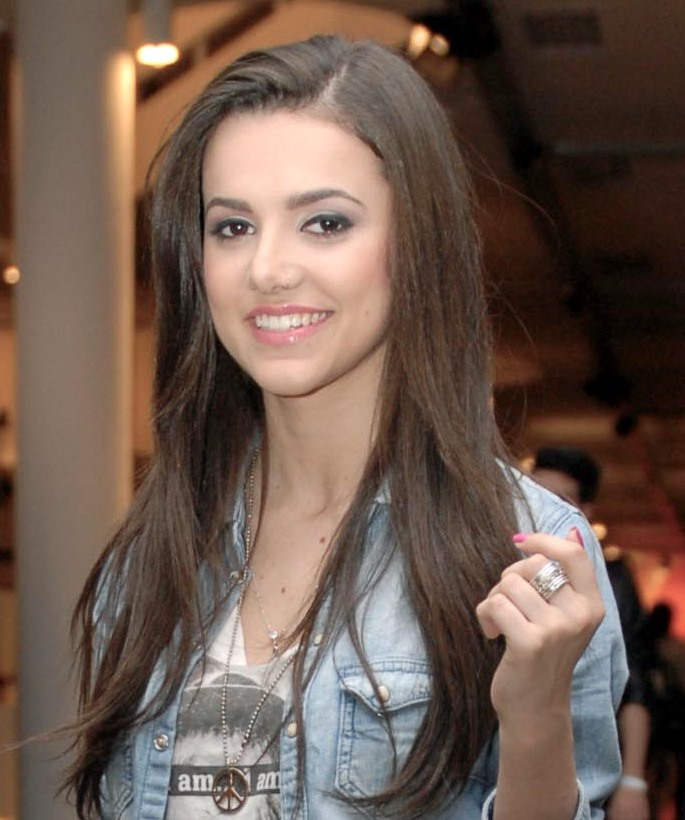
Manu no São Paulo Fashion Week em 2011

Durante uma reunião na Editora Abril feita para conhecer as meninas do grupo, Manu revelou que cantava e deu uma demonstração, o que chamou atenção da repórter da revista Karol Pinheiro, que incentivou a cantora a gravar um vídeo cantando para ela publicar no site da revista. O vídeo foi bastante repercutido e assim Manu passou a publicar covers das músicas dos cantores Justin Bieber e Taylor Swift e depois divulgar suas próprias músicas através do seu canal no YouTube. Um tempo depois, seu pai enviou alguns vídeos dela cantando suas músicas autorais para o produtor Rick Bonadio, que achou o material interessante e convidou a cantora para fazer parte da sua gravadora Midas Music e gravar seu primeiro álbum de estúdio.
Em seguida, Manu começou a trabalhar no seu disco homônimo, que foi gravado em apenas dois meses e lançado no dia 31 de agosto de 2010. Seu primeiro single "Garoto Errado", foi disponibilizado uma semana antes do lançamento do disco. O primeiro show da cantora ocorreu no dia 18 de setembro, através do evento NoCapricho 2010. Em fevereiro de 2011, lançou como single "Planos Impossíveis". Em 2011, sua canção "Garoto Errado" esteve na trilha sonora da telenovela Rebelde exibida na Record. Os singles "Garoto Errado" e "Planos Impossíveis" receberam certificado de ouro pela Pro-Música Brasil por 40 mil cópias vendidas. Em setembro, a revista Capricho criou para Manu um blog e uma websérie de cinco episódios, mostrando os bastidores de seu dia a dia. Em novembro, foi lançado o último single do seu álbum, da canção "Odeio". O videoclipe da música foi lançado exclusivamente através do quadro Garagem do Faustão, exibido no programa Domingão do Faustão. No mesmo mês fez sua estreia como atriz, fazendo uma participação na série Julie e os Fantasmas como Débora.

### 2012–14:Clichê Adolescente, dublagem e atuação
Em junho de 2012, gravou as canções "O Céu Eu Vou Tocar" e "Ao Ar Livre" para a trilha sonora do filme Valente. Em abril de 2013, lançou como single, "Clichê Adolescente", faixa que dá o nome do seu segundo álbum. Em julho, fez uma participação no musical Tudo Por Um Popstar, como ela mesma. Em outubro, participou do filme NoCapricho, retratando um pouco de sua vida cotidiana. Seu álbum Clichê Adolescente foi lançado no dia 29 de novembro e contou com um mini-documentário publicado através do seu canal no YouTube. Em janeiro de 2014, foi convidada pela cantora mexicana Dulce María para fazer um dueto em português da canção "Antes Que Ver el Sol", sendo a música lançada em agosto.
Em fevereiro, fez sua estreia na teledramaturgia na novela Em Família interpretando a cantora Paula. Em julho de 2014, estreou como dubladora, dando a voz a personagem Vitória na série Larry e os Sinistros, exibida pelo canal Gloob. Em outubro, Gavassi dublou a personagem Dorothy Gale no filme A Lenda de Oz. Em dezembro, passou a interpretar a vilã Vicki na vigésima segunda temporada de Malhação. Manu ia fazer apenas um participação na trama, mas devido a repercussão e sucesso de sua personagem, ela retornou e permaneceu até o final como uma das personagens centrais. Em dezembro, lançou seu como single "Esse Amor Tão Errado", que contou com um videoclipe gravado em Los Angeles e esteve presente na coletânea Jovens Tardes 2015.

### 2015–16:Vícioe cinema

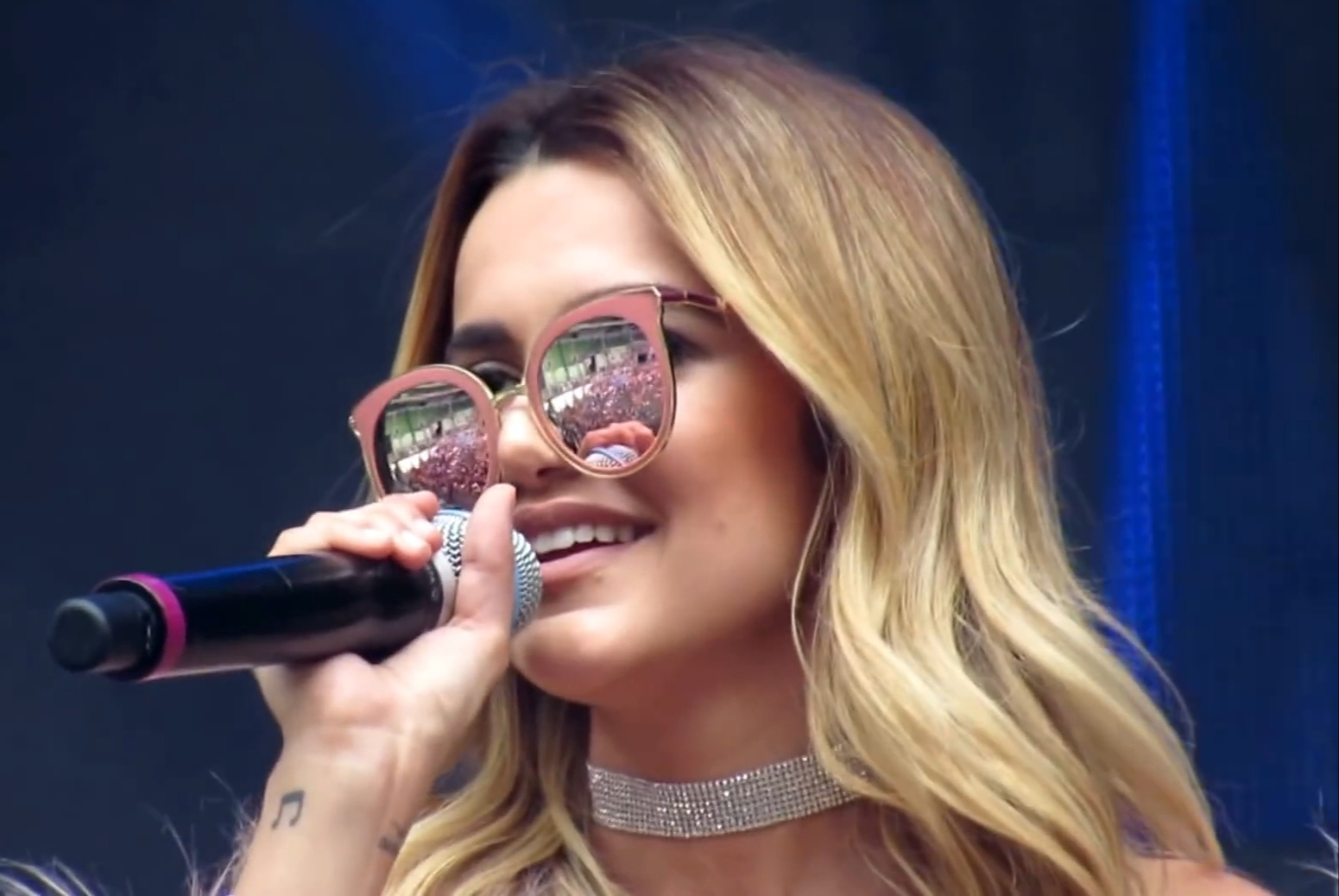
Manu durante apresentação da turnê Vício Tour em 2016

Após dar uma pausa na carreira como cantora por dois anos para focar em sua carreira como atriz, em 2015 deixou a gravadora Midas Music depois de cinco anos e assinou com a gravadora Angorá Music, dando início as gravações do seu primeiro extended play intitulado Vício. Em março, lançou sua linha de esmaltes em parceria com a Luxor Cosméticos & Nails. Em novembro, foi lançado "Camiseta", o primeiro single do EP. Vício foi lançado no dia 11 de dezembro com cinco faixas. Toda produção do EP foi assinada pelo cantor Junior Lima e o baixista Dudinha Lima. Em janeiro de 2016, Manu lançou uma websérie mostrando os bastidores de gravação do álbum e dos seus videoclipes lançados. Em fevereiro, lançou como single "Direção", que contou com um videoclipe com a participação do ator Rafael Vitti, com quem Gavassi protagonizou cenas bem quentes, interpretando um casal que vive um relacionamento conturbado.
No dia 6 de março, deu início a Vício Tour em São Paulo, sendo a primeira turnê da sua carreira. Em maio foi lançado o single "Vício". O videoclipe da canção foi lançado em duas partes e foi necessário os fãs doarem uma quantidade específica de sangue para ele ser liberado. Tendo como parceria a Fundação Pró-Sangue, a campanha Play Pela Vida tinha como objetivo incentivar a doação para os fãs da cantora. Em outubro, foi lançado "Sozinha", o último single do EP. Em novembro de 2016, gravou seu primeiro filme Socorro, Virei Uma Garota! interpretando a protagonista Melina, que teve sua estreia em agosto de 2019. No mesmo ano, passou a ter sua carreira administrada pelo empresário Felipe Simas e assinou contrato com a gravadora Universal Music, dando continuidade as gravações do seu terceiro álbum de estúdio.

### 2017–19:Manu,Olá, Caderno!,Garota ErradaeCute but Psycho

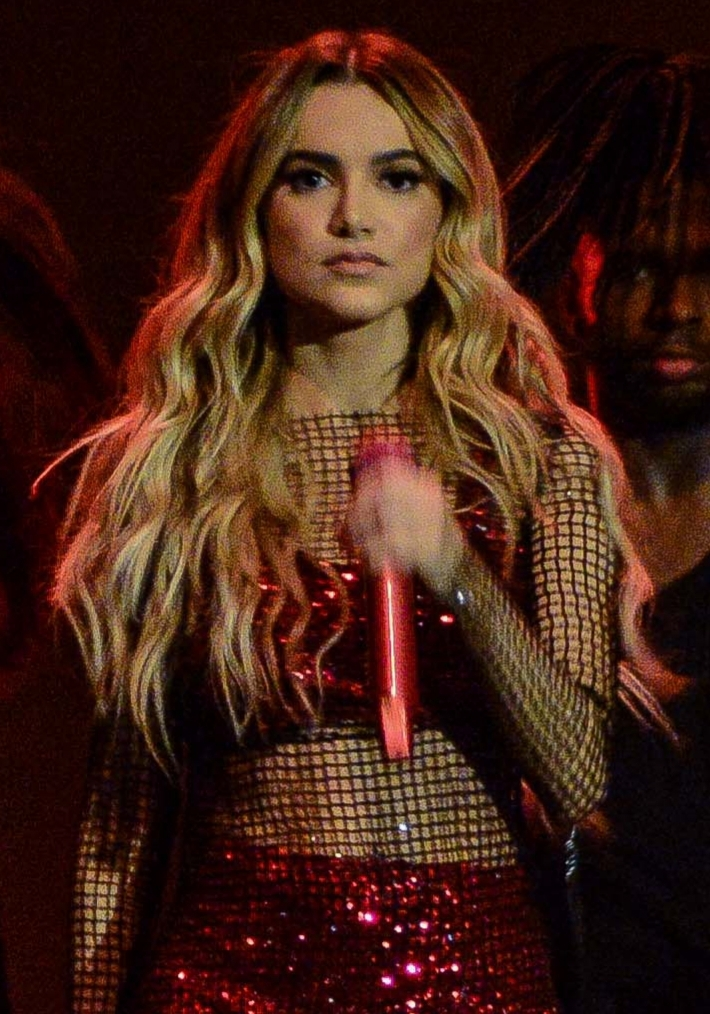
Gavassi em show da turnê Manu Tour em maio de 2017

No dia 7 de abril de 2017, lançou seu terceiro álbum de estúdio intitulado Manu. Nesse mesmo dia, foi lançado o single "Hipnose", o carro-chefe do seu novo disco. Manu Tour teve início no dia 18 de maio em Campinas. Em julho fez uma participação na série Planeta B, exibida no Multishow, interpretando a serial killer espacial Greta que usa o disfarce de Josephine para tentar matar os tripulantes da nave brasileira. Em agosto, foi lançado "Muito Muito", o segundo single do álbum, tendo a direção e o roteiro do videoclipe assumidos pela cantora. Em novembro, lançou seu livro de estreia intitulado Olá, Caderno!, através da editora Rocco. Em fevereiro de 2018, dirigiu o clipe da canção "Clareiamô" do duo Anavitória. Em março, lançou o single "Me Beija", com um videoclipe cheio de referências aos anos 2000. Em junho, lançou como single uma nova versão da música "Ninguém Vai Saber" em parceria com o cantor português Agir, canção que em sua versão solo está presente no seu álbum Manu. Em julho, Gavassi foi convidada pelo cantor para uma apresentação da música no Rock in Rio Lisboa. Em 2018, Manu protagonizou a série Z4 interpretando a coreógrafa Pâmela. Em novembro, a cantora anunciou uma nova turnê nomeada Manu Pocket Tour. Essa turnê teve um formato diferente de shows, seguindo o modelo acústico do início de sua carreira, com ela contando as histórias por trás de suas músicas. No mesmo mês, foi convidada para ser a apresentadora top da semana nos bastidores do programa SóTocaTop.
Em dezembro, foi lançado o EP Cute but Psycho, que teve como forma de divulgação, uma história contada por fotografias analógicas, postada com legendas em suas redes sociais, com a participação do ator João Vithor Oliveira. No mesmo mês, lançou uma websérie baseada em sua vida intitulada Garota Errada através do seu canal no YouTube, que teve o roteiro e a direção criativa assinados por ela. Ainda em dezembro, Manu gravou um documentário para o MINIdocs, do diretor Carlos Gayoto, no estúdio Blackbird em Nashville. Em maio, Gavassi lançou o EP MINIDocs Nashville com quatro faixas de releituras de alguns de seus sucessos, como uma forma de celebrar seus dez anos de carreira, que ocupou o 1° lugar no iTunes Brasil. Em setembro, a cantora lançou o EP Cute but (still) Psycho, segunda parte do EP Cute but Psycho, lançado anteriormente. Em dezembro de 2019, Gavassi fundou a agência criativa Cute But Psycho Agency para investir em sua carreira como diretora criativa, coordenando seus últimos projetos lançados e criando campanhas publicitárias para marcas como Tanqueray, Revolve, Sallve, LIVO Eyewear, MAC Cosmetics, O Boticário, Magazine Luiza e Tommy Hilfiger.

### 2020–2022:Big Brother Brasil, contrato com a Netflix eGracinha

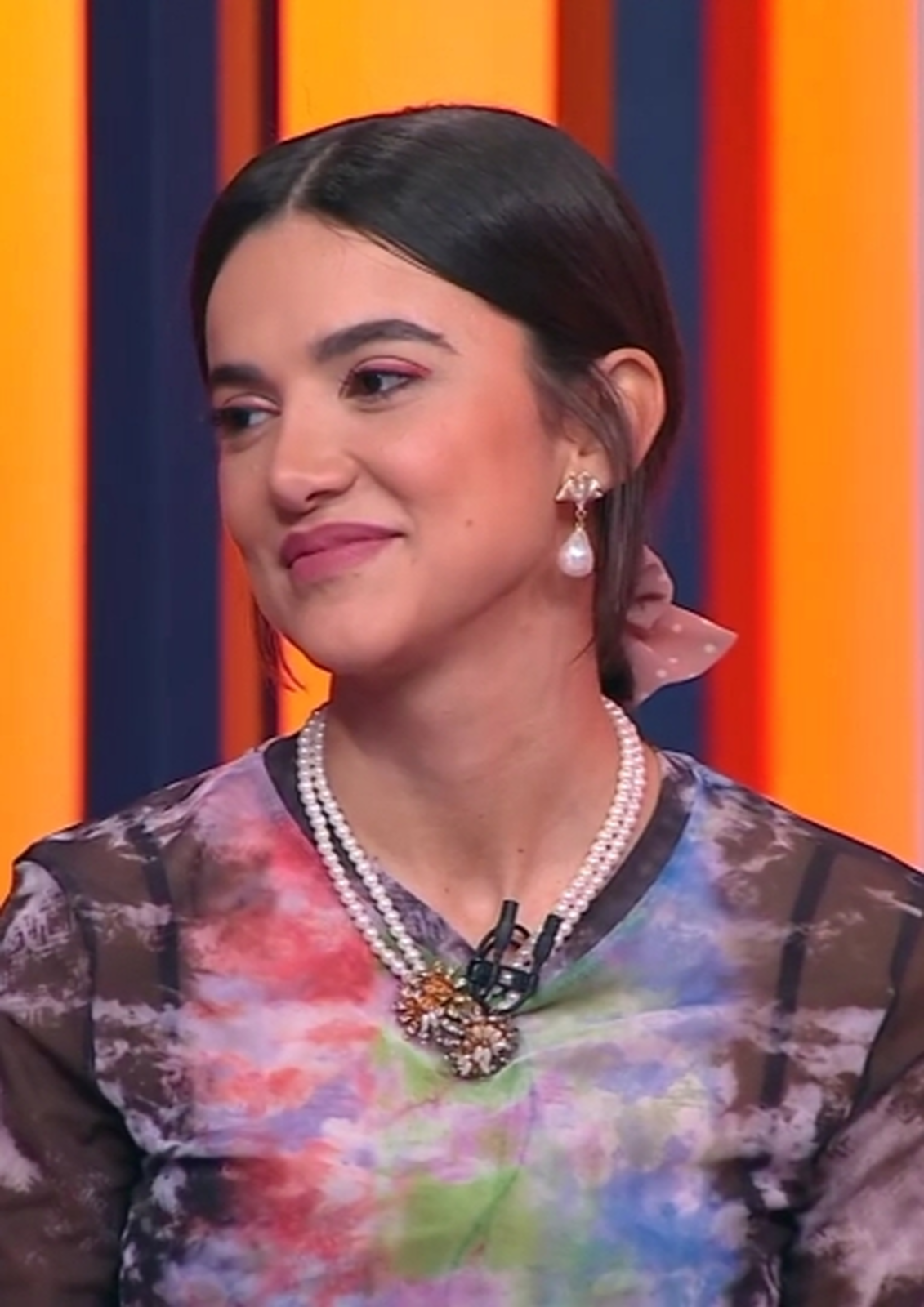
Manu Gavassi no programa A Eliminação em 2020

Em 2020, ficou em terceiro lugar na vigésima temporada do reality show Big Brother Brasil, como uma das convidadas do grupo camarote, em uma final contra a digital influencer Rafa Kalimann e a médica Thelma Assis com 21,09% dos votos. Antes de entrar no programa, Manu gravou vídeos para sua websérie Garota Errada, que foram publicados através do seu Instagram, retratando de forma divertida sua participação no BBB. Gavassi foi bastante elogiada por sua estratégia de marketing para divulgar seu trabalho, enquanto confinada no reality. Em abril, foi noticiado que a plataforma de streaming Globoplay estaria interessada em produzir a série, devido a grande repercussão e sucesso que recebeu.  No dia 28 de janeiro, lançou como single a canção "Áudio de Desculpas", faixa que faz parte do EP Cute but (still) Psycho, lançado em setembro de 2019. O videoclipe da canção teve o roteiro e a direção criativa assinados por ela e chegou em 1 milhão de visualizações em 24 horas, estando em primeiro lugar nos vídeos em alta no YouTube. A canção também emplacou o TOP 50 viral do Spotify Brasil, juntamente com as canções "Planos Impossíveis", lançada em 2011, "Farsa", lançada em 2015 e "Música Secreta", lançada em 2019. "Áudio de Desculpas" foi a primeira canção da cantora a emplacar no TOP 50 das músicas mais tocadas do Spotify Brasil, alcançando a 37° posição. A música também alcançou a 38° posição no TOP 50 das músicas virais global e recebeu certificado de platina por 80 mil cópias vendidas.
Sua participação no reality fez seu livro Olá, Caderno lançado em 2017, se esgotar em vendas. Em fevereiro, Gavassi anunciou uma mini-turnê nomeada Cute but Psycho Experience, que foi adiada para 2022, por causa da pandemia do COVID-19. Em abril, Manu alcançou a 4° posição e se tornou a artista brasileira mais bem posicionada da Social 50 Chart da Billboard, um ranking mundial que analisa o engajamento dos artistas nas redes sociais. A cantora também alcançou a 30° posição no Emerging Artists, lista que mostra os artistas que estão fluindo nas paradas da Billboard, indicando quem está em ascensão no momento. Em maio, lançou o single "Eu Te Quero" em parceria com o cantor Zeeba. A canção alcançou a 41° posição no TOP 50 das músicas mais tocadas do Spotify Brasil, e ganhou disco de ouro por 40 mil cópias vendidas. No dia 27 de maio, lançou sua coleção de roupas e acessórios em parceria com a C&A. No mesmo mês, regravou o jingle "Pipoca e Guaraná" para estrelar no comercial publicitário da Guaraná Antarctica. Em junho, Gavassi foi convidada para integrar no elenco da novela Salve-se Quem Puder, porém teve que recusar o convite, pois já estava confirmada no elenco da série Maldivas, roteirizada pela escritora Natália Klein, que tem suas gravações previstas para dezembro e será exibida na plataforma de streaming Netflix.  Em agosto, Manu alterou seu nome nas suas redes sociais para Malu Gabatti, uma personagem criada por ela, diretora e roteirista, responsável por dirigir o videoclipe da canção "Deve Ser Horrível Dormir Sem Mim", de Gavassi e Gloria Groove. O videoclipe foi lançado em forma de um curta-metragem com 10 minutos de duração e contou a participação do seu ex-namorado, o ator Chay Suede e a atual esposa dele, a atriz Laura Neiva. A canção debutou o 2° lugar no TOP 50 das músicas mais tocadas do Spotify Brasil, esteve no TOP 200 do Spotify Global, ocupando a 187° posição e alcançou 3 milhões de views em 24 horas, e recebeu certificado de platina por 25 milhões de streams. Em setembro, apresentou o Concurso Real Oficial Toddy e apresentou com a atriz Bruna Marquezine a premiação MTV Millennial Awards 2020, no qual recebeu os prêmios de Ícone MIAW e Clipão da Porra com a canção "Áudio de Desculpas". Em novembro, Gavassi anunciou seu contrato com a Netflix e lançou uma colaboração de maquiagem em parceria com O Boticário, no qual fez parte do processo de criação. Além da coleção com a marca de cosméticos, Manu assinou a produção e direção criativa da campanha de outono com a marca de sapatos Anacapri. No mesmo mês, Manu se tornou a primeira artista brasileira a vencer a premiação People's Choice Awards, na categoria Melhor Influenciadora Brasileira.
Em dezembro, anunciou que está no elenco do filme Me Sinto Bem Com Você, interpretando a protagonista Adriana. O filme foi lançado através da Prime Video. No fim de dezembro, foi reconhecida pela Forbes como uma das personalidades, com menos de 30 anos de idade, mais promissoras do ano de 2020, pela Forbes 30 Under 30, na categoria Marketing e Publicidade. Em fevereiro de 2021, gravou o curta da Netflix O Cliente Tem Sempre Razão interpretando a atendente da Central de Atendimento ao Cliente. Em março, virou head de conteúdo da marca de gim Tanqueray. Ao assumir o novo cargo, Manu fica responsável pela criação e produção de conteúdo para redes sociais, além das campanhas digitais. Gavassi também participará de iniciativas de inovação. Nesse mês, assinou, também, a campanha de inverno da Anacapri, trabalhando como diretora criativa, roteirista, produtora e estilista da coleção. Em abril, Manu alcançou a 3° posição no "Top Voice Celebrity" lista de melhores desempenhos da Paris Fashion Week de acordo com o LaunchMetrics. Em junho de 2021, a websérie Garota Errada, dirigida e roteirizada pela artista, foi finalista no Festival comKids - Prix Jeunesse Iberoamericano 2021, na categoria 11 a 15 Ficção, com o episódio "Crise de Meia Idade", este festival visa premiar as melhores produções da América Latina e Península Ibérica.
Em agosto 2021, Gavassi anunciou seu retorno à música após 1 ano sem lançamentos através de seu Instagram, com uma publicação expondo três datas, a primeira delas, no mesmo mês, foi lançado o single "Eu Nunca Fui Tão Sozinha Assim", que deu início a nova era de sua carreira. A música estrou em 75º no Spotify Brasil e 2º no iTunes Brasil. A segunda data, em setembro, anuncia o segundo single que da continuidade à nova era de Manu, sub.ver.si.va, estreando em 133º no top200 do Spotify Brasil e 1° lugar no iTunes Brasil. A música foi performance do MTV MIAW 2021, abrindo a premiação no mesmo horário em que a música foi lançada em todas as plataformas digitais. Após quatro dias desse lançamento, de surpresa no palco do Meus Prêmios Nick 2021, a roteirista estreia Catarina, uma canção em homenagem a sua irmã, Catarina Gavassi, música essa que apesar de pertencente ao álbum, não é promocional à era, é pessoal e feita para a irmã e os fãs. Mesmo sem grandes divulgações, estreou em 1º lugar no ITunes Brasil e 53º no iTunes Irlanda.
Em 12 de novembro, lançou seu quarto álbum de estúdio intitulado Gracinha, que possui as participações de Tim Bernardes, Amaro Freitas, Voyou, Vic Mirallas e Alice Et Moi. Um projeto audiovisual de mesmo nome que servirá como acompanhamento para as músicas, foi lançado em 26 de novembro no streaming Disney+.

### 2022-2023: Estreia na Netflix,Eu Só Queria Ser NormaleAcústico MTV

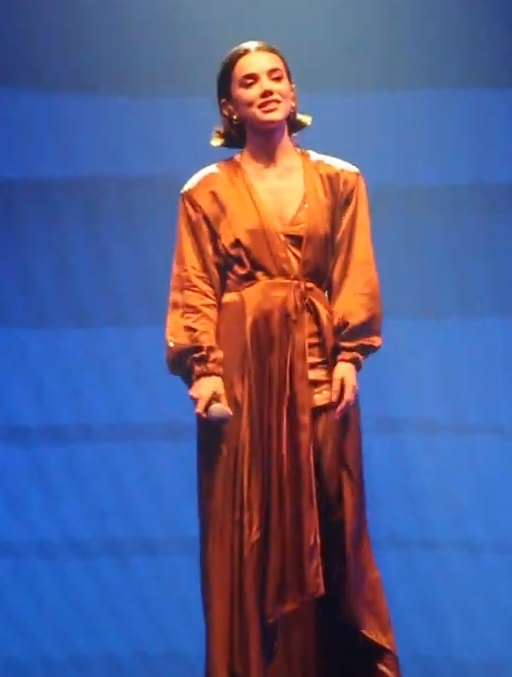
Manu Gavassi no Espaço Unimed em São Paulo

Manu Gavassi estreou em 15 de junho a tão aguardada série Maldivas. A série se tornou rapidamente a mais vista da Netflix no Brasil, alcançando a primeira posição dois dias depois do lançamento, desbancando séries como Stranger Things e Peaky Blinders e entre os dias 20 e 26 de junho, foi a décima série de língua não-inglesa mais vista, com 8.46 milhões de horas vistas, sendo o quinto programa mais visto (em horas) no Brasil, e o décimo na Martinica.
Depois de 3 anos longe do palco, a volta de Manu aos palcos aconteceu no dia 22 de julho, em Natal, Rio Grande do Norte no Teatro Riachuelo. De acordo com a artista, Eu Só Queria Ser Normal celebra todas suas fases por isso o setlist é carregado por seus maiores sucessos. O sucesso da turnê foi tanta que em outubro Manu anunciou 2 shows extras para o mês de novembro.  
Entre os intervalos da turnê, Gavassi rodou a comédia de ação, Não tem Volta! produzido pela Conspiração Filmes que protagoniza ao lado de Rafael Infante. As gravações ocorreram em Salvador, na Bahia e também no Rio de Janeiro.
Em 01 de novembro, foi anunciado que Manu iria se apresentar na nova versão do Acústico MTV. Para o especial, Manu escolheu fazer uma releitura do álbum Fruto Proibido, da Rainha do Rock brasileiro, Rita Lee. 
Em 3 de fevereiro de 2023 foi lançado Acústico MTV: Manu Gavassi Canta Fruto Proibido, Manu convidou artistas como Lineker, Lucas Silveira e Tim Bernardes ao palco, para entoar os versos do disco lançado por Rita em 1975. O especial em homenagem a Rita Lee foi de enorme sucesso que Manu Gavassi anunciou que faria uma breve turnê baseada no especial.   
Em abril, fez uma participação especial minissérie Tá Tudo Certo no Disney + interpretando uma versão fictícia de si mesma.   A comédia musical tem roteiro de Raphael Montes. Em novembro, Manu retornou aos cinemas na comédia de ação Não Tem Volta, dividindo o protagonismo com Rafael Infante ela vive Gabriela, uma jovem que termina o namoro dando gatilho para seu namorado contratar uma empresa de assassinos de aluguel para o matar, já que ele não tem coragem, no entanto a empresa tem apenas uma única regra: Após a assinatura e o pagamento, a decisão não tem volta. Porém, após assinar o contrato, Henrique e Gabriela se cruzam ao acaso e ela descobre que quer reatar a relação. Desesperado para descobrir quem será o seu carrasco, Henrique envolve-se em uma trajetória repleta de situações tensas e mirabolantes para se salvar e, finalmente, ficar com a mulher que ama. 

### 2023-presente: Estúdio Gracinha

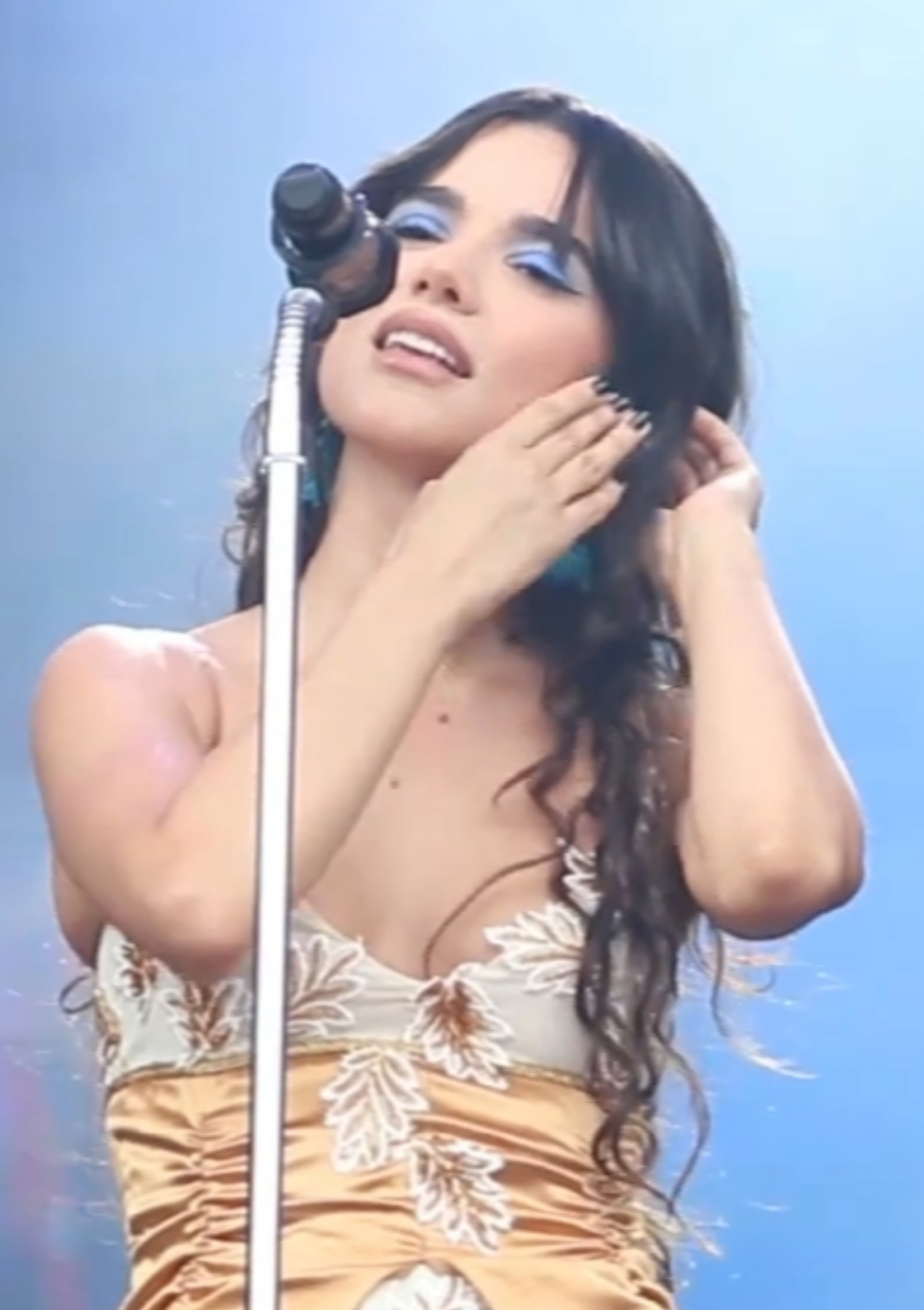
Gavassi no Festival Grls! em 2023

O Estúdio Gracinha é fundado pela atriz em parceria com seu sócio Felipe Simas com foco de produzir conteúdos audiovisuais independentes criados pela atriz.  Estreando o projeto, Manu anunciou em 12 de dezembro seu novo trabalho artístico, o enigmático trailer anunciava que contaria com três músicas e quatro curta-metragens.  No dia seguinte, estreou o primeiro curta nomeado  Programa de Proteção à Carreira Artística. A artista compartilhou o primeiro registro visual de seu novo projeto, um vídeo com mais de seis minutos repleto de críticas contundentes direcionadas à indústria fonográfica. A trama, inteiramente escrita pela própria cantora, destaca uma atendente que expõe polêmicas, como términos de relacionamentos, criação de conceitos por meio de pacotes de pessoas para representá-la (e fingir que foi ela), além do uso de nepotismo e compra de espaço em rádios.
Até o momento, o vídeo acumulou impressionantes 15 milhões de visualizações no Instagram, conquistando uma viralidade intensa que levou a cantora aos Trending Topics do Twitter.  

## Vida pessoal
Em outubro de 2011, começou a se relacionar com o ator e cantor Chay Suede, após conhecê-lo durante o primeiro show da banda Rebeldes, em que ela fez o show de abertura, assumindo o namoro apenas em novembro de 2012. O relacionamento chegou ao fim em junho de 2014. Em janeiro de 2018, iniciou um relacionamento com o influenciador e empresário Leo Picon. O casal assumiu o namoro em julho do mesmo ano, porém anunciaram o fim do relacionamento no mesmo mês.
Em outubro de 2019, durante o Rock in Rio, começou a se relacionar com o engenheiro Igor Carvalho Rodrigues. No dia 23 de janeiro de 2020, Gavassi o pediu em namoro durante seu confinamento no Big Brother Brasil. Igor aceitou, fazendo uma declaração para a cantora através do seu Instagram. Em julho de 2020, foi confirmado o fim do relacionamento.
Em junho de 2021, assumiu namoro com o modelo Jullio Reis. Em maio de 2024, após três anos de relacionamento, Gavassi e Reis ficaram noivos. Em novembro de 2024, anunciaram estarem esperando o primeiro filho. Em 4 de abril de 2025, nasceu Nara, a primeira filha do casal.

## Características musicais
Manu possui uma voz soprano, cuja extensão vocal abrange 2 oitavas. Seu estilo musical é classificado como pop, incluindo outros gêneros específicos em algumas canções como pop rock, folk contemporâneo, dance-pop e R&B alternativo. Todas as canções lançadas pela cantora são escritas por ela, inspiradas em acontecimentos de sua vida. Gavassi cita como suas maiores influências as artistas Taylor Swift, Rita Lee e Sandy.

## Filantropia

### Campanha incentivando à doação de sangue
Em maio de 2016, Manu participou da campanha Play Pela Vida através do lançamento do videoclipe da sua canção "Vício". Essa ação foi criada pela F.biz e a Vevo para Fundação Pró-Sangue, com o objetivo de fortalecer a conscientização da sociedade sobre a importância da doação de sangue. O videoclipe da canção foi lançado em duas partes e foi necessário os fãs doarem uma quantidade específica de sangue para ele ser liberado.

### Pandemia de COVID-19
Em junho de 2020, Manu se juntou a rede de solidariedade Heavy Conecta, vertente social da Heavy Love e a ONG UNAS (União de Núcleos, Associações dos Moradores de Heliópolis e Região) e juntas criaram uma campanha solidária para ajudar famílias em situação de vulnerabilidade, impactadas pela pandemia do Covid-19, em Heliópolis. O projeto prevê a compra e a distribuição de uma super cesta que inclui produtos de primeira necessidade para as famílias, estando disponíveis no site da campanha itens que compõem o kit, como a cesta básica padrão que será comprada diretamente no comércio de Heliópolis, de modo a ativar a economia local, uma proteína animal, para garantir uma dieta mais balanceada, a cesta verde, com itens saudáveis como frutas, verduras, legumes e ovos que serão fornecidos por pequenos produtores locais. Além disso, ainda há outras opções para contribuir e doar, como unidades de botijão de gás e também brinquedos infantis. Como embaixadora da ação, Manu doou o prêmio de 50 mil reais que ela recebeu por sua terceira colocação no reality show Big Brother Brasil 20, para ajudar na campanha.

## Controvérsias

### Acusação de plágio
Em abril de 2017, após lançar o videoclipe da sua canção "Hipnose", Gavassi foi acusada de plágio pelo diretor de clipes Titanic Sinclair, que acusou a cantora em uma publicação no seu Twitter de ter plagiado o videoclipe da canção "Hypnotic" da cantora norte-americana Zella Day, dirigido por seu amigo, Gianennio Salucci. No entanto, Manu negou o plágio e disse ter se inspirado em "Hypnotic", da mesma forma como diversos outros artistas também fazem e colocou na descrição do seu videoclipe, "Inspirado em "Hypnotic", da Zella Day, por Gianennio Salucci".

## Discografia
| Álbuns de estúdio - Manu Gavassi (2010) - Clichê Adolescente (2013) - Manu (2017) - Gracinha (2021) | Álbuns ao vivo - Acústico MTV: Manu Gavassi Canta Fruto Proibido (2023) |

## Filmografia

### Televisão
| Ano     | Título               | Personagem               | Notas                        | Ref.    |
| ------- | -------------------- | ------------------------ | ---------------------------- | ------- |
| 2011    | Julie e os Fantasmas | Débora                   | Episódio: "O Primeiro Clipe" | [ 260 ] |
| 2012    | Aventuras do Didi    | Ela mesma                |                              |         |
| 2014    | Em Família           | Paula Mello (Paulinha)   |                              | [ 261 ] |
| 2014–15 | Malhação Sonhos      | Victória Nóbrega (Vicki) |                              | [ 262 ] |
| 2017    | Planeta B            | Greta / Josephine        |                              | [ 263 ] |
| 2018    | Z4                   | Pâmela Toledo            |                              | [ 264 ] |
| 2020    | Big Brother Brasil   | Participante (3º lugar)  | Temporada 20                 | [ 265 ] |
| 2020    | MTV Miaw             | Apresentadora            |                              | [ 266 ] |
| 2022    | Maldivas             | Milene Sampaio           |                              |         |
| 2023    | Tá Tudo Certo        | Manu Gavassi             | Episódio: "Ainda Penso"      | [ 267 ] |
| 2025    | BBB: O Documentário  | Ela mesma                |                              | [ 268 ] |

### Filmes
| Ano  | Título                     | Personagem     | Notas | Ref.    |
| ---- | -------------------------- | -------------- | ----- | ------- |
| 2019 | Socorro, Virei Uma Garota! | Melina (Mel)   |       | [ 269 ] |
| 2021 | Me Sinto Bem Com Você      | Adriana        |       | [ 270 ] |
| 2021 | Gracinha                   | Gracinha/Maria |       |         |
| 2023 | Não Tem Volta              | Gabriela       |       |         |
| 2025 | Silvio Santos Vem Aí       | Marília        |       | [ 271 ] |

### Dublagem
| Ano  | Título               | Personagem         | Notas | Ref.    |
| ---- | -------------------- | ------------------ | ----- | ------- |
| 2013 | Larry e os Sinistros | Victoria           |       | [ 272 ] |
| 2014 | A Lenda de Oz        | Dorothy Gale (voz) |       | [ 273 ] |

### Internet
| Ano        | Título                             | Personagem | Notas        | Ref. |
| ---------- | ---------------------------------- | ---------- | ------------ | ---- |
| 2014       | Clichê Adolescente - Faixa a Faixa | Ela mesma  | Documentário |      |
| 2018; 2020 | Garota Errada                      | Ela mesma  |              |      |

## Teatro
| Ano  | Título              | Papel     | Notas        |
| ---- | ------------------- | --------- | ------------ |
| 2013 | Tudo por um Popstar | Ela mesma | Participação |

## Livros
| Ano  | Livro         | Editora |
| ---- | ------------- | ------- |
| 2017 | Olá, Caderno! | Rocco   |

## Turnês

### Oficiais
- Vício Tour (2015–16)
- Manu Tour (2017)
- Manu Pocket Tour (2018–19)
- Turnê Eu Só Queria Ser Normal (2022)[274]
- Turnê Manu Gavassi Canta Fruto Proibido (2023)

### Ato de abertura
- Nada Pode Nos Parar – Rebeldes (2011)

## Reconhecimentos
- 2020: Alcançou a 4° posição e se tornou a artista brasileira com maior pico na Social 50 Chart da Billboard, um ranking mundial que analisa o engajamento dos artistas musicais nas redes sociais.[275]
- 2020: Atingiu a 30° posição no Emerging Artists, lista que demonstra o andamento dos artistas musicais nas paradas da Billboard, indicando quem está em ascensão no momento.[276]
- 2020: Foi a cantora mais comentada no Twitter Brasil em 2020.[277]
- 2020: Foi a celebridade feminina mais procurada no Google Brasil em 2020.[278]
- 2020: Foi colocada pela revista Forbes Brasil na lista "Forbes Under 30" como uma das figuras, com menos de 30 anos, que mais se destacou no ano de 2020.[279]
- 2020: Foi a 2º artista brasileira, 3º artista latina e 8º artista mundial mais premiada no ano.
- 2021: Ficou na 3° posição no "Top Voice Celebrity" lista de melhores desempenhos da Paris Fashion Week, de acordo com o LaunchMetrics.[280]

- 2021: Ficou na 3° posição entre as artistas femininas brasileiras mais premiadas em 2021.

- 2021: Foi finalista pelo Festival comKids - Prix Jeunesse Iberoamericano 2021 com Garota Errada, na lista das 85 melhores produções da América Latina e Península Ibérica.